# Décès en octobre 2024
Décès
- 2020
- 2021
- 2022
- 2023
- 2024
- 2025
- 2026
- 2027
- 2028

Pour une information complémentaire, voir la page d'aide.

| Date              | Nom                            | Activités                                                                                              | Âge   | Source |
| ----------------- | ------------------------------ | --- | ----- | ------ |
| 31 octobre        | Leonida Caraiosifoglu          | Athlète de marche roumain.                                                                             | 80    | (ro)   |
| 31 octobre        | Yves Krumenacker               | Historien moderniste et universitaire français.                                                        | 67    |        |
| 31 octobre        | Sarah Leonard                  | Soprano britannique.                                                                                   | 71    | (en)   |
| 31 octobre        | Baselios Thomas Ier            | Primat de l'Église syro-malankare orthodoxe indien.                                                    | 95    | (en)   |
| 31 octobre        | David Vere-Jones               | Mathématicien néo-zélandais.                                                                           | 88    | (en)   |
| 31 octobre        | Trevor Whymark                 | Footballeur britannique.                                                                               | 74    | (en)   |
| 30 octobre        | Hervé Maurice Burdet           | Botaniste suisse.                                                                                      | 85    |        |
| 30 octobre        | Giovanni Cianfriglia           | Acteur italien.                                                                                        | 89    | (it)   |
| 30 octobre        | Erik Clausen                   | Acteur, réalisateur, scénariste danois.                                                                | 82    | (da)   |
| 30 octobre        | Kim Collins                    | Joueur puis entraîneur germano-canadien de hockey sur glace.                                           | 62    |        |
| 30 octobre        | Christine Görner               | Chanteuse d'opéra et actrice allemande.                                                                | 94    | (de)   |
| 30 octobre        | Jo Hae-chung                   | Volleyeuse sud-coréenne, médaillée de bronze aux Jeux olympiques d'été de 1976.                        | 71    | (ko)   |
| 30 octobre        | Thanásis Valtinós              | Écrivain, scénariste et traducteur grec.                                                               | 91    | (he)   |
| 30 octobre        | Tahar Zbiri                    | Militaire algérien.                                                                                    | 95    |        |
| 29 octobre        | Mohamed Bouhalla               | Footballeur algérien.                                                                                  | 70    | (ar)   |
| 29 octobre        | Gérard Burcklé                 | Footballeur français.                                                                                  | 76    |        |
| 29 octobre        | Teri Garr                      | Actrice américaine.                                                                                    | 79    | (en)   |
| 29 octobre        | Ahmat Mahamat Karambal         | Diplomate, homme politique et administrateur tchadien.                                                 | 76/77 |        |
| 29 octobre        | John Little                    | Peintre canadien.                                                                                      | 96    | (en)   |
| 29 octobre        | David Musuguri                 | Militaire tanzanien.                                                                                   | 104   | (en)   |
| 29 octobre        | Steven Rudich                  | Informaticien théoricien américain.                                                                    | 63    | (en)   |
| 29 octobre        | Muhammad Younis                | Athlète de demi-fond pakistanais.                                                                      | 74    | (en)   |
| 29 octobre        | Hassan Youssef                 | Acteur égyptien.                                                                                       | 90    |        |
| 28 octobre        | Claude Blanckaert              | Anthropologue français.                                                                                | 72    |        |
| 28 octobre        | Akua Donkor                    | Agricultrice et femme politique ghanéenne.                                                             | 72    | (en)   |
| 28 octobre        | Tonči Gabrić                   | Footballeur international croate.                                                                      | 62    | (hr)   |
| 28 octobre        | Cécile Goor-Eyben              | Femme politique belge.                                                                                 | 101   |        |
| 28 octobre        | John James                     | Rameur d'aviron britannique, médaillé d'argent aux Jeux olympiques d'été de 1964.                      | 87    | (en)   |
| 28 octobre        | Franz Kamphaus                 | Évêque catholique allemand.                                                                            | 92    | (de)   |
| 28 octobre        | Jack Lantier                   | Chanteur français.                                                                                     | 94    |        |
| 28 octobre        | François Laruelle              | Philosophe français.                                                                                   | 87    |        |
| 28 octobre        | Renato Martino                 | Cardinal italien.                                                                                      | 91    | (it)   |
| 28 octobre        | Manuel Mirabal                 | Trompettiste cubain.                                                                                   | 91    |        |
| 28 octobre        | Paul Morrissey                 | Réalisateur, scénariste, acteur américain.                                                             | 86    | (en)   |
| 28 octobre        | Jerrod Mustaf                  | Joueur de basketball américain.                                                                        | 55    | (en)   |
| 28 octobre        | Suzanne Osten                  | Dramaturge, metteuse en scène, réalisatrice et scénariste suédoise.                                    | 80    | (sv)   |
| 28 octobre        | Jamshid Sharmahd               | Journaliste, ingénieur logiciel irano-allemand.                                                        | 69    | (en)   |
| 28 octobre        | Kazuo Umezu                    | Dessinateur de mangas japonais.                                                                        | 88    | (en)   |
| 27 octobre        | Claude Huriet                  | Médecin et homme politique français.                                                                   | 94    |        |
| 27 octobre        | Lily Li                        | Actrice hongkongaise.                                                                                  | 74    | (zh)   |
| 27 octobre        | Jean-Pierre Paranteau          | Coureur cycliste professionnel français.                                                               | 80    |        |
| 27 octobre        | Edzard Reuter                  | Homme d'affaires, mathématicien et physicien allemand.                                                 | 96    | (en)   |
| 27 octobre        | Yaacov Terner                  | Militaire, homme politique israélien.                                                                  | 89    | (he)   |
| 26 octobre        | Thomas Dakayi Kamga            | Ministre camerounais.                                                                                  | 79    |        |
| 26 octobre        | Henry Fields                   | Joueur puis entraîneur américain de basket-ball.                                                       | 86    |        |
| 26 octobre        | Asrat Haile                    | Entraîneur, footballeur éthiopien.                                                                     | 72    |        |
| 25 octobre        | Marcel Dantheny                | Footballeur français.                                                                                  | 88    |        |
| 25 octobre        | Jean-Jacques Gabut             | Écrivain et journaliste français.                                                                      | 90    |        |
| 25 octobre        | Rohini Godbole                 | Physicienne indienne.                                                                                  | 71/72 | (en)   |
| 25 octobre        | Bill Hay                       | Hockeyeur canadien.                                                                                    | 88    | (en)   |
| 25 octobre        | Jean-Pierre Hernandez          | Gangster et écrivain français.                                                                         | 89    |        |
| 25 octobre        | Phil Lesh                      | Musicien et auteur-compositeur-interprète américain.                                                   | 84    |        |
| 25 octobre        | Zé Carlos                      | Footballeur international brésilien.                                                                   | 56    | (pt)   |
| 24 octobre        | Jadwiga Barańska               | Actrice polonaise.                                                                                     | 89    | (pl)   |
| 24 octobre        | Abdelaziz Barrada              | Footballeur international franco-marocain.                                                             | 35    |        |
| 24 octobre        | Joyce Blau                     | Linguiste et orientaliste française.                                                                   | 92    |        |
| 24 octobre        | Sabahattin Çakmakoğlu          | Haut fonctionnaire et homme politique turc.                                                            | 93    | (en)   |
| 24 octobre        | Michel Lafranceschina          | Joueur puis entraîneur français de football.                                                           | 85    |        |
| 24 octobre        | Guy Lèguevaques                | Homme politique français.                                                                              | 88    |        |
| 24 octobre        | Joseph Magiera                 | Footballeur français.                                                                                  | 85    |        |
| 24 octobre        | Marco Paulo                    | Chanteur portugais.                                                                                    | 79    | (pt)   |
| 24 octobre        | Alphonse Souchlaty-Poaty       | Homme politique congolais.                                                                             | 83    |        |
| 24 octobre        | Jeri Taylor                    | Productrice, scénariste de télévision et romancière américaine.                                        | 86    | (en)   |
| 23 octobre        | Hama Amadou                    | Homme politique nigérien.                                                                              | 74    |        |
| 23 octobre        | Shiwo Lobsang Dhargye          | Homme politique tibétain.                                                                              | 91    | (en)   |
| 23 octobre        | Geoff Capes                    | Athlète de lancers de poids britannique.                                                               | 75    | (en)   |
| 23 octobre        | Leon Neil Cooper               | Physicien américain.                                                                                   | 94    | (en)   |
| 23 octobre        | Gustavo Adolfo Espina Salguero | Homme d'État guatémaltèque.                                                                            | 77    | (es)   |
| 23 octobre        | Jack Jones                     | Chanteur américain de jazz et de musique pop.                                                          | 86    | (en)   |
| 23 octobre        | Donald McInnes                 | Altiste américain.                                                                                     | 85    | (en)   |
| 23 octobre        | Jacques Menoury                | Footballeur français.                                                                                  | 77    |        |
| 23 octobre        | Coen Niesten                   | Coureur cycliste néerlandais.                                                                          | 86    | (nl)   |
| 23 octobre        | Hugo Weckx                     | Homme politique belge.                                                                                 | 89    | (nl)   |
| 22 octobre        | Michel Auer                    | Photographe franco-suisse.                                                                             | 91    |        |
| 22 octobre        | Bernd Bauchspieß               | Footballeur international est-allemand.                                                                | 85    | (de)   |
| 22 octobre        | Elizabeth Francis              | Supercentenaire américaine.                                                                            | 115   | (en)   |
| 22 octobre        | Annelie Ehrhardt               | Athlète de haies est-allemande puis allemande, championne olympique aux Jeux olympiques d'été de 1972. | 74    | (de)   |
| 22 octobre        | Gustavo Gutiérrez Merino       | Prêtre, philosophe et théologien péruvien, père de la théologie de la libération.                      | 96    |        |
| 22 octobre        | Jean-Claude Missiaen           | Critique de cinéma et réalisateur français.                                                            | 85    |        |
| 22 octobre        | Lynda Obst                     | Productrice de cinéma et écrivaine américaine.                                                         | 74    | (en)   |
| 22 octobre        | Christian Ramon                | Footballeur français.                                                                                  | 90    |        |
| 22 octobre        | Alan Sacks                     | Réalisateur, producteur de télévision et scénariste américain.                                         | 81    | (en)   |
| 22 octobre        | Fernando Valenzuela            | Joueur de baseball mexicain.                                                                           | 63    | (en)   |
| 22 octobre        | Robert Willis                  | Prêtre anglican, doyen émérite de Cantorbéry.                                                          | 77    | (en)   |
| 21 octobre        | Christine Boisson              | Actrice française.                                                                                     | 68    |        |
| 21 octobre        | Paul Di'Anno                   | Musicien, chanteur et parolier britannique.                                                            | 66    | (en)   |
| 21 octobre        | Massimiliano Frezzato          | Auteur de bande dessinée italien.                                                                      | 57    | (it)   |
| 21 octobre        | Dick Pope                      | Directeur de la photographie britannique.                                                              | 77    | (en)   |
| 20 octobre        | Georges Aillères               | Joueur puis entraîneur et dirigeant français de rugby à XIII.                                          | 89    |        |
| 20 octobre        | Solange Chalvin                | Journaliste et écrivaine canadienne.                                                                   | 92    |        |
| 20 octobre        | Eugenio Dal Corso              | Cardinal italien                                                                                       | 85    | (it)   |
| 20 octobre        | Barbara Dane                   | Chanteuse américaine.                                                                                  | 97    | (en)   |
| 20 octobre        | Ehsan Daxa                     | Officier israélien.                                                                                    | 41    | (en)   |
| 20 octobre        | Dong Zhiming                   | Paléontologue chinois.                                                                                 | 87    | (zh)   |
| 20 octobre        | Fethullah Gülen                | Intellectuel musulman turc.                                                                            | 83    | (en)   |
| 20 octobre        | Colette Le Cour Grandmaison    | Ethnologue française.                                                                                  | 91    |        |
| 20 octobre        | Alan Miller                    | Joueur professionnel américain de football américain et un avocat.                                     | 87    | (en)   |
| 20 octobre        | Michael Newman                 | Sauveteur et acteur américain.                                                                         | 68    |        |
| 20 octobre        | Janusz Olejniczak              | Pianiste et compositeur polonais.                                                                      | 72    | (en)   |
| 20 octobre        | Paul White                     | Homme politique britannique.                                                                           | 84    | (en)   |
| 20 octobre        | Éric Yung                      | Écrivain français.                                                                                     | 76    |        |
| 19 octobre        | José Aveiro                    | Joueur de football international paraguayen.                                                           | 88    | (es)   |
| 19 octobre        | Michel Klein                   | Vétérinaire et animateur de télévision français.                                                       | 103   |        |
| 19 octobre        | Thelma Mothershed-Wair         | Militante américaine.                                                                                  | 83    | (en)   |
| 19 octobre        | Brunilde Sismondo Ridgway      | Historienne de l'art américaine, spécialiste de la sculpture grecque antique.                          | 94    | (en)   |
| 19 octobre        | François Scheer                | Diplomate français.                                                                                    | 90    |        |
| 18 octobre        | Heinz Aldinger                 | Arbitre allemand de football.                                                                          | 91    | (de)   |
| 18 octobre        | Bruno Bartoloni                | Vaticaniste italien.                                                                                   | 84    | (it)   |
| 18 octobre        | Yehuda Bauer                   | Historien, écrivain et professeur d'université israélien.                                              | 98    | (en)   |
| 18 octobre        | Yves Frégnac                   | Chercheur en neurosciences français.                                                                   | 73    |        |
| 18 octobre        | Lyndon Harrison                | Homme politique britannique.                                                                           | 77    | (en)   |
| 18 octobre        | Rick Nolan                     | Homme politique américain.                                                                             | 80    | (en)   |
| 18 octobre        | Donald Bruce Redford           | Égyptologue et archéologue canadien.                                                                   | 90    | (en)   |
| 18 octobre        | Michel Roquejeoffre            | Général d'armée français.                                                                              | 90    |        |
| 18 octobre        | Joseph Rykwert                 | Théoricien et historien britannique.                                                                   | 98    | (it)   |
| 18 octobre        | David Vallat                   | Djihadiste français.                                                                                   | 53    |        |
| 17 octobre        | Suzuka Asaoka                  | Animatrice de télévision et traductrice japonaise.                                                     | 49    |        |
| 17 octobre        | Stefan Bengtson                | Paléontologue suédois.                                                                                 | -     | (en)   |
| 17 octobre        | Isabelle de Borchgrave         | Peintre, designeuse et sculptrice belge.                                                               | 78    |        |
| 17 octobre        | Émile Daems                    | Coureur cycliste belge.                                                                                | 86    |        |
| 17 octobre        | Nicholas Daniloff              | Journaliste américain.                                                                                 | 89    | (en)   |
| 17 octobre        | Simon Fieschi                  | Webmaster français.                                                                                    | 41    |        |
| 17 octobre        | Mitzi Gaynor                   | Actrice américaine.                                                                                    | 93    | (en)   |
| 17 octobre        | François Kouyami               | Militaire et homme politique béninois.                                                                 | 82    |        |
| 17 octobre        | Vásso Papandréou               | Femme politique grecque.                                                                               | 79    | (en)   |
| 17 octobre        | Andrzej Wiktor Schally         | Endocrinologue polonais, naturalisé américain.                                                         | 97    | (en)   |
| 17 octobre        | Marie-Christine Schrijen       | Photographe hollandaise puis française.                                                                | 83    |        |
| 17 octobre        | Jeanne Socquet                 | Artiste peintre néo-expressionniste et mosaïste française.                                             | 95    |        |
| 17 octobre        | Shūji Takashina                | Historien de l'art japonais.                                                                           | 92    | (en)   |
| 16 octobre        | Béatrice de Andia              | Écrivaine et conservatrice de musée franco-espagnole.                                                  | 91    |        |
| 16 octobre        | Paul McDonald Calvo            | Homme politique américain, ancien gouverneur de Guam.                                                  | 90    |        |
| 16 octobre        | Matia Chowdhury                | Femme politique bangladaise.                                                                           | 82    |        |
| 16 octobre        | Sukh Dev                       | Chimiste organique indien.                                                                             | 101   | (en)   |
| 16 octobre        | Casimir Nowotarski             | Joueur puis entraîneur français de football.                                                           | 91    |        |
| 16 octobre        | Liam Payne                     | Chanteur britannique, ancien membre des One Direction.                                                 | 31    |        |
| 16 octobre        | Roald Poulsen                  | Entraîneur danois et norvégien.                                                                        | 73    | (da)   |
| 16 octobre        | Yahya Sinwar                   | Homme politique et militant islamiste palestinien.                                                     | 61    | (en)   |
| 15 octobre        | Garbis Aprikian                | Chanteur, compositeur et musicologue français.                                                         | 98    |        |
| 15 octobre        | Allen Emerson                  | Chercheur en informatique et enseignant américain.                                                     | 70    | (en)   |
| 15 octobre        | Robert Fulford                 | Journaliste et éditeur canadien.                                                                       | 92    | (en)   |
| 15 octobre        | Hershel Gober                  | Homme politique américain.                                                                             | 87    | (en)   |
| 15 octobre        | Mike Jackson                   | Général britannique.                                                                                   | 80    | (en)   |
| 15 octobre        | Witold Kruczek                 | Physicien et professeur d'université polonais.                                                         | 102   | (pl)   |
| 15 octobre        | Belaïd Lacarne                 | Arbitre de football algérien.                                                                          | 83    |        |
| 15 octobre        | Peter Luther                   | Cavalier de saut d'obstacles allemand, médaillé de bronze aux Jeux olympiques d'été de 1984.           | 85    | (de)   |
| 15 octobre        | Jean-Jacques N'Domba           | Footballeur congolais.                                                                                 | 70    |        |
| 15 octobre        | Richard Secord                 | Officier américain de l'United States Air Force.                                                       | 92    | (en)   |
| 15 octobre        | Antonio Skármeta               | Écrivain chilien.                                                                                      | 83    | (es)   |
| 15 octobre        | Alexandre Voisard              | Écrivain, traducteur et poète franco-suisse.                                                           | 94    |        |
| 14 octobre        | Rafik Ben Salah                | Écrivain tunisien et suisse.                                                                           | 76    |        |
| 14 octobre        | Richard Conroy                 | Homme d'affaires et homme politique irlandais.                                                         | 91    | (en)   |
| 14 octobre        | Andrei Filotti                 | Ingénieur hydroénergéticien roumain, spécialiste de la gestion de l'eau.                               | 93    | (ro)   |
| 14 octobre        | Umberto Grano                  | Pilote automobile italien, sur voitures de tourisme en circuits.                                       | 84    | (it)   |
| 14 octobre        | Keizō Murase                   | Réalisateur japonais.                                                                                  | 91    | (ja)   |
| 14 octobre        | Rieko Nakagawa                 | Écrivaine et parolière japonaise.                                                                      | 89    | (en)   |
| 14 octobre        | Janet Nelson                   | Historienne britannique.                                                                               | 82    | (en)   |
| 14 octobre        | Barbara Owen                   | Organiste, bibliothécaire et musicienne américaine.                                                    | 91    | (en)   |
| 14 octobre        | Philip Zimbardo                | Psychologue américain.                                                                                 | 91    | (en)   |
| 13 octobre        | Dominiq Fournal                | Artiste visuel et photographe belge.                                                                   | 68    |        |
| 13 octobre        | Peter Fregene                  | Footballeur international nigérian.                                                                    | 77    | (en)   |
| 13 octobre        | Alain Huetz de Lemps           | Géographe, botaniste et économiste français.                                                           | 98    |        |
| 13 octobre        | Bernard Lagneau                | Artiste contemporain français.                                                                         | 87    |        |
| 13 octobre        | Janne Puhakka                  | Hockeyeur sur glace finlandais.                                                                        | 29    |        |
| 13 octobre        | Alexandre Smolenski            | Entrepreneur, homme d'affaires russe.                                                                  | 70    |        |
| 12 octobre        | Mati Erelt                     | Linguiste soviétique puis estonien.                                                                    | 83    | (en)   |
| 12 octobre        | Lilly Ledbetter                | Mémorialiste et militante pour l'égalité hommes-femmes américain.                                      | 86    | (en)   |
| 12 octobre        | Tito Mboweni                   | Homme politique et économiste sud-africain.                                                            | 65    |        |
| 12 octobre        | Margarete Müller               | Femme politique est-allemande.                                                                         | 93    | (de)   |
| 12 octobre        | Carlos Payan                   | Pasteur protestant évangélique français.                                                               | 61    |        |
| 12 octobre        | Jean-François Picheral         | Homme politique français.                                                                              | 90    |        |
| 12 octobre        | Alvin Rakoff                   | Réalisateur et metteur en scène canadien.                                                              | 97    | (en)   |
| 12 octobre        | Alex Salmond                   | Homme d'État britannique.                                                                              | 69    |        |
| 12 octobre        | Lillian Schwartz               | Artiste américaine.                                                                                    | 97    | (en)   |
| 12 octobre        | Ary Toledo                     | Humoriste, chanteur et parolier brésilien.                                                             | 87    | (pt)   |
| 12 octobre        | Oldřich Vlasák                 | Homme politique tchèque.                                                                               | 68    | (cs)   |
| 11 octobre        | Thomas Astan                   | Prêtre catholique et acteur allemand.                                                                  | 82    | (de)   |
| 11 octobre        | Jiří Bartolšic                 | Cycliste sur route tchécoslovaque puis tchèque.                                                        | 71    | (cs)   |
| 11 octobre        | Roger Browne                   | Acteur américain.                                                                                      | 94    | (en)   |
| 11 octobre        | Mike Bullard                   | Animateur de télévision canadien.                                                                      | 67    |        |
| 11 octobre        | Ronnie Dawson                  | Joueur irlandais de rugby à XV.                                                                        | 92    | (en)   |
| 11 octobre        | Kiril Maritchkov               | Bassiste, chanteur et auteur-compositeur bulgare.                                                      | 79    | (en)   |
| 11 octobre        | Mario Morra                    | Réalisateur, scénariste et producteur de cinéma italien.                                               | 89    | (it)   |
| 11 octobre        | Branko Rašović                 | Footballeur international yougoslave.                                                                  | 82    | (sr)   |
| 11 octobre        | Alix Verrier                   | Prélat haïtien.                                                                                        | 93    |        |
| 10 octobre        | Fleur Adcock                   | Poétesse néo-zélandaise.                                                                               | 90    | (en)   |
| 10 octobre        | Kevin Bowring                  | Joueur britannique de rugby à XV.                                                                      | 70    | (en)   |
| 10 octobre        | Peter Cormack                  | Joueur international puis entraîneur britannique de football.                                          | 78    | (en)   |
| 10 octobre        | Ethel Kennedy                  | Personnalité américaine, veuve de Robert Francis Kennedy.                                              | 96    | (en)   |
| 10 octobre        | Véronique Zuber                | Actrice et mannequin française. Élue Miss France 1955.                                                 | 88    |        |
| 9 octobre         | George Baldock                 | Footballeur international grec.                                                                        | 31    | (el)   |
| 9 octobre         | Dieter Burdenski               | Footballeur international allemand.                                                                    | 73    | (de)   |
| 9 octobre         | Lily Ebert                     | Survivante de l'Holocauste britannique.                                                                | 100   | (en)   |
| 9 octobre         | Aurélien Ferenczi              | Journaliste français.                                                                                  | 61    |        |
| 9 octobre         | Jean-Loup Motchane             | Physicien français.                                                                                    | 91    |        |
| 9 octobre         | Elisa Montés                   | Actrice espagnole.                                                                                     | 89    | (es)   |
| 9 octobre         | Augie Pabst                    | Pilote automobile américain.                                                                           | 90    | (en)   |
| 9 octobre         | Bruno Pochesci                 | Écrivain et musicien franco-italien.                                                                   | 54    |        |
| 9 octobre         | Aleksandr Puchkov              | Athlète, médaillé olympique pour l'Union soviétique sur 110 m haies .                                  | 67    | (ru)   |
| 9 octobre         | Leif Segerstam                 | Musicien, chef d'orchestre et compositeur finlandais.                                                  | 80    | (fi)   |
| 9 octobre         | Hiroshi Shirai                 | Karatéka japonais.                                                                                     | 87    | (it)   |
| 9 octobre         | Ratan Tata                     | Entrepreneur, ingénieur et homme d'affaires indien.                                                    | 86    | (en)   |
| 9 octobre         | Hadriaan van Nes               | Rameur d'aviron néerlandais, médaillé d'argent aux Jeux olympiques d'été de 1968.                      | 82    | (nl)   |
| 9 octobre         | Pierre Vernier                 | Acteur français.                                                                                       | 93    |        |
| 8 octobre         | Jorge Arriagada                | Compositeur, musicien franco-chilien.                                                                  | 81    | (es)   |
| 8 octobre         | Michel Bassi                   | Journaliste français.                                                                                  | 89    |        |
| 8 octobre         | Job                            | Scénariste suisse.                                                                                     | 96    |        |
| 8 octobre         | Tim P. Johnson                 | Homme politique américain.                                                                             | 77    | (en)   |
| 8 octobre         | Don Marshall                   | Joueur canadien de hockey sur glace.                                                                   | 92    |        |
| 8 octobre         | Gerulfus Kherubim Pareira      | Prélat indonésien.                                                                                     | 83    | (en)   |
| 8 octobre         | Geoffrey Pattie                | Homme politique britannique.                                                                           | 88    | (en)   |
| 8 octobre         | Dominique Quéhec               | Auteur dramatique, acteur et metteur en scène français de théâtre.                                     | 87    |        |
| 8 octobre         | Mariam Sissoko                 | Personnalité malienne. Épouse du président Moussa Traoré (présidence de 1968 à 1991).                  | 79    |        |
| 8 octobre         | Luis Tiant                     | Joueur cubain de baseball.                                                                             | 83    | (en)   |
| 8 octobre         | Bernard Tissier de Mallerais   | Prélat catholique traditionaliste français.                                                            | 79    |        |
| 8 octobre         | Wu Bangguo                     | Homme politique chinois.                                                                               | 83    | (en)   |
| 7 octobre         | Hugh Cholmondeley              | Pair britannique.                                                                                      | 90    | (en)   |
| 7 octobre         | Amaury du Closel               | Chef d'orchestre et compositeur français.                                                              | 68    |        |
| 7 octobre         | Franz Dengg                    | Sauteur à ski allemand.                                                                                | 95    | (de)   |
| 7 octobre         | Emilio Gabaglio                | Homme politique et syndicaliste chrétien italien.                                                      | 87    | (it)   |
| 7 octobre         | Claude Gewerc                  | Homme politique français.                                                                              | 77    |        |
| 7 octobre         | Hans van Hemert                | Auteur-compositeur et producteur de musique néerlandais.                                               | 79    | (nl)   |
| 7 octobre         | Cissy Houston                  | Chanteuse américaine.                                                                                  | 91    | (en)   |
| 7 octobre         | Clement Kemboi                 | Athlète de steeple kenyan.                                                                             | 32    |        |
| 7 octobre         | Recai Kutan                    | Homme politique turc.                                                                                  | 94    | (tr)   |
| 7 octobre         | Omar Palma                     | Footballeur argentin.                                                                                  | 66    | (es)   |
| 7 octobre         | Nicholas Pryor                 | Acteur américain.                                                                                      | 89    | (en)   |
| 6 octobre         | Kipyegon Bett                  | Athlète kényan.                                                                                        | 26    | (en)   |
| 6 octobre         | Gilles Devault                 | Poète, dramaturge et metteur en scène canadien.                                                        | 76    |        |
| 6 octobre         | Adriano Garsia                 | Mathématicien italo-américain.                                                                         | 76    | (en)   |
| 6 octobre         | Shimon Kagan                   | Joueur d'échecs israélien.                                                                             | 82    | (he)   |
| 6 octobre         | Claude Lapointe                | Illustrateur et enseignant français.                                                                   | 85    |        |
| 6 octobre         | Johan Neeskens                 | Footballeur international néerlandais.                                                                 | 73    | (nl)   |
| 6 octobre         | Edna Tepava                    | Mannequin française. Élue Miss France 1974.                                                            | 69    |        |
| 6 octobre         | Géjza Valent                   | Athlète tchèque spécialiste du lancer du disque.                                                       | 71    | (cs)   |
| 5 octobre         | Bruce Ames                     | Professeur de biochimie et biologie moléculaire américain.                                             | 95    | (en)   |
| 5 octobre         | Antoine Ayoub                  | Économiste et professeur d'université canadien.                                                        | 88    |        |
| 5 octobre         | Sammy Basso                    | Biologiste italien.                                                                                    | 28    |        |
| 5 octobre         | Roland Barraux                 | Diplomate et écrivain français.                                                                        | 96    |        |
| 5 octobre         | A. Q. M. Badruddoza Chowdhury  | Homme d'État bangladais.                                                                               | 93    | (bn)   |
| 5 octobre         | Robert Coover                  | Écrivain américain.                                                                                    | 92    | (en)   |
| 5 octobre         | Ildar Dadine                   | Militant russe.                                                                                        | 42    |        |
| 5 octobre         | Timothy Darvill                | Archéologue, professeur d'université et anthropologue britannique.                                     | 66    | (en)   |
| 5 octobre         | Naima Lamcharki                | Actrice marocaine.                                                                                     | 81    |        |
| 5 octobre         | Ifigenia Martínez              | Économiste, professeure et femme politique mexicaine.                                                  | 99    | (es)   |
| 5 octobre         | Mímis Pléssas                  | Compositeur grec.                                                                                      | 99    | (en)   |
| 5 octobre         | Giorgio Trevisan               | Dessinateur de bande dessinée italien.                                                                 | 89    | (it)   |
| 5 octobre         | Beverly Turner Lynds           | Astronome américaine.                                                                                  | 95    | (en)   |
| 4 octobre         | Ian Affleck                    | Physicien canadien.                                                                                    | 72    | (en)   |
| 4 octobre         | Willi Giesemann                | Joueur de football international allemand.                                                             | 87    | (de)   |
| 4 octobre         | Yukio Hattori                  | Commentateur TV japonais.                                                                              | 78    | (ja)   |
| 4 octobre         | Anatoli Konkov                 | Joueur de football international et entraîneur soviétique puis ukrainien.                              | 75    | (en)   |
| 4 octobre         | Laurent Lachance               | Écrivain et auteur de littérature pour la jeunesse canadien.                                           | 93    |        |
| 4 octobre         | Alexander Leitch               | Manager et homme politique britannique.                                                                | 76    | (en)   |
| 4 octobre         | Lourdes Mendoza                | Femme d'affaires et politique péruvienne.                                                              | 66    | (es)   |
| 4 octobre         | Marlon Pérez                   | Coureur cycliste colombien.                                                                            | 48    | (es)   |
| 4 octobre         | Lea Pericoli                   | Joueuse de tennis italienne.                                                                           | 89    |        |
| 3 octobre         | Mijo Beccaria                  | Éditrice et femme de presse française.                                                                 | 90    |        |
| 3 octobre         | Michel Blanc                   | Acteur, réalisateur et scénariste français.                                                            | 72    |        |
| 3 octobre         | Klaus Briegleb                 | Historien de la littérature allemand.                                                                  | 92    | (de)   |
| 3 octobre         | Pierre Christin                | Scénariste de bande dessinée et écrivain français.                                                     | 86    |        |
| 3 octobre         | Yeshayahu Gavish               | Major général des forces de défenses israéliennes.                                                     | 99    |        |
| 3 octobre         | John Gierach                   | Poète et journaliste américain.                                                                        | 78    | (en)   |
| 3 octobre         | Lilibert                       | Parolière germano-luxembourgeoise.                                                                     | 100   | (de)   |
| 3 octobre         | Cid Moreira                    | Journaliste, Présentateur de journal et écrivain brésilien.                                            | 97    | (pt)   |
| 3 octobre         | Mary O'Rourke                  | Femme politique irlandaise.                                                                            | 87    | (en)   |
| 3 octobre         | Hachem Safieddine              | Chef religieux chiite libanais et chef du Conseil exécutif du Hezbollah.                               | -     |        |
| 3 octobre         | Siegfried                      | Réalisateur et compositeur de musiques de films français.                                              | 51    |        |
| 3 octobre         | Emil Skamene                   | Immunologiste et généticien tchécoslovaque puis canadien.                                              | 83    | (en)   |
| 2 octobre         | Susie Berning                  | Golfeuse américaine.                                                                                   | 83    | (en)   |
| 2 octobre         | Guido Carlesi                  | Coureur cycliste italien.                                                                              | 87    | (it)   |
| 2 octobre         | Laurence Danlos                | Scientifique française.                                                                                | 72    |        |
| 2 octobre         | Rüdiger Henning                | Rameur d'aviron allemand.                                                                              | 80    | (de)   |
| 2 octobre         | Gérard Leleu                   | Médecin et sexologue français.                                                                         | 92    |        |
| 2 octobre         | Arbogaste Mbella Ntone         | Chanteur camerounais.                                                                                  | 82    |        |
| 2 octobre         | Herman Ouseley                 | Homme politique britannique.                                                                           | 79    | (en)   |
| 2 octobre         | Emily Richard                  | Actrice britannique.                                                                                   | 76    | (en)   |
| 2 octobre         | Daniel Pinard                  | Animateur de télévision, chroniqueur et écrivain canadien.                                             | 82    |        |
| 2 octobre         | Daniel Williams                | Homme politique grenadien. Gouverneur général de la Grenade (1996-2008).                               | 88    | (en)   |
| 2 octobre         | Richard Woodman                | Romancier et historien de la marine britannique.                                                       | 80    | (en)   |
| 1er octobre       | Michael Ancram                 | Homme politique britannique.                                                                           | 79    | (en)   |
| 1er octobre       | Jean-Claude Bourbault          | Comédien français.                                                                                     | 79    |        |
| 1er octobre       | Denílson                       | Joueur de football international brésilien.                                                            | 81    | (pt)   |
| 1er octobre       | Maurice Henrie                 | Professeur universitaire, fonctionnaire fédéral et écrivain canadien.                                  | 87    |        |
| 1er octobre       | Zenón Franco Ocampos           | Joueur d'échecs paraguayen.                                                                            | 68    | (es)   |
| 1er octobre       | Edwin Zimmermann               | Ingénieur et homme politique allemand.                                                                 | 76    | (de)   |
| date indéterminée | Mahasen Al-Khatib              | Illustratrice palestinienne.                                                                           | 30/31 | (en)   |
| date indéterminée | Dina Kathelyn                  | Romancière, autrice de littérature jeunesse et illustratrice belge.                                    | 90    |        |
| date indéterminée | Teresa Nowak                   | Athlète de haies polonaise.                                                                            | 82    | (pl)   |
| date indéterminée | Maksym Petrenko                | Grimpeur ukrainien.                                                                                    | 46    |        |